# Cosma Shiva Hagen
Pour les articles homonymes, voir Shiva et Hagen.
 (juin 2017).
Si vous disposez d'ouvrages ou d'articles de référence ou si vous connaissez des sites web de qualité traitant du thème abordé ici, merci de compléter l'article en donnant les références utiles à sa vérifiabilité et en les liant à la section « Notes et références ».
Cosma Shiva Hagen (née le 17 mai 1981 à Los Angeles en Californie) est une actrice allemande.

## Biographie
Elle est la fille de la chanteuse punk/New wave Nina Hagen et du musicien Ferdinand Karmelk. Sa grand-mère maternelle est l'actrice Eva-Maria Hagen.
Cosma Shiva doit son prénom inhabituel au fait que sa mère aurait vu un ovni pendant sa grossesse. « Cosma » en référence au Cosmos, et « Shiva » en référence au dieu hindou Shiva.
Sa voix de bébé a été utilisée dans la chanson Cosma Shiva de Nina Hagen en 1982.
Contrairement à sa mère, Cosma Shiva est largement méconnue hors des frontières de l'Allemagne. Bien qu'elle parle anglais, sa carrière d'actrice s'est pour l'instant limitée à des rôles en allemand pour le cinéma et la télévision. Elle a également fait une apparition dans un film irlandais, Short Order, en 2005.
Cosma Shiva a également fait la couverture de l'édition allemande de Playboy.

## Filmographie
- 1996 : Das merkwürdige Verhalten geschlechtsreifer Großstädter zur Paarungszeit de Marc Rothemund
- 2005 : Short Order d'Anthony Byrne
- 2008 : Speed Racer de Lana et Lilly Wachowski
- 2008 : Bible Code (film TV) de Christoph Schrewe
- 2008 : Implacable, film de Raoul W. Heimrich  : Nicole Hart